# Uengershausen
Uengershausen (fälschlicherweise auch Üngershausen) ist ein Gemeindeteil des Marktes Reichenberg im unterfränkischen Landkreis Würzburg in Bayern.

## Geografische Lage
Das Pfarrdorf Uengershausen liegt im Südwesten des Reichenberger Gemeindegebiets. Im Norden ist Reichenberg selbst zu finden, während im Nordosten Lindflur und weiter nordöstlich der Würzburger Stadtteil Rottenbauer gelegen ist. Südöstlich erhebt sich der Reichenberger Ortsteil Albertshausen. Südlich beginnt das Gemeindegebiet von Geroldshausen. Der Westen wird dagegen vom gemeindefreien Gebiet Guttenberger Wald eingenommen.

## Geschichte
Die Gegend war bereits während der Jungsteinzeit von sogenannten Linearbandkeramikern besiedelt. Später legte man hier einige junghallstattzeitliche Gräber an. Nachdem das heutige Dorf infolge des Einfalls der Franken um den Hof des Frankenherren Hungo gegründet worden war, stieg im Laufe der Zeit das Würzburger Kloster St. Burkard zum Dorfherren auf. Die erste urkundliche Erwähnung stammt aus dem Jahr 1367 und erfolgte damit später als bei den anderen Reichenberger Ortsteilen. 1474 kaufte Wolfgang von Wolffskeel von Reichenberg das Dorf von Pancratio Fischlein und dessen Frau Anna Fischlein (geborene von Lichtenstein). Während des 16. Jahrhunderts wuchs der Einfluss der Lutheraner im Dorf. Hierzu trug auch der Ritter Götz von Berlichingen bei, der im Bereich der Pfarrei Uengershausen wirkte.
Die Wolffskeel von Reichenberg, die großen Einfluss auf die Geschichte des Dorfes hatten, wandten sich ebenfalls bald der neuen Lehre zu. Weipprecht von Wolffskeel war 1516 zwar noch Domherr in Würzburg, seine Schwester, Nonne in Heidingsfeld, trat allerdings aus dem Kloster aus. Im Jahr 1525 schlossen sich die Uengershäuser dem Deutschen Bauernaufstand an, der jedoch bald niedergeschlagen wurde. Noch 1565 war das katholische Kloster St. Burkard der Zehntherr im Dorf.
Zwar wurde unter der Herrschaft des Julius Echter von Mespelbrunn zunächst die Gegenreformation forciert, bis 1607 hatte sich die evangelische Lehre dann aber endgültig im Ort durchgesetzt. Dennoch versuchte Philipp Adolf von Ehrenberg erneut die Uengershäuser zum alten katholischen Glauben zurückzuführen. Während des Dreißigjährigen Krieges und den wechselnden Besetzungen durch die Schweden und die Kaiserlichen fiel Uengershausen zeitweise wüst und wurde erst nach und nach wieder besiedelt.
Nach der Mediatisierung und der Auflösung der kleineren Herrschaftsgebiete zu Beginn des 19. Jahrhunderts kam Uengershausen an Kurpfalz-Bayern. Später wurde es Landgemeinde im mittlerweile zum Königreich aufgestiegenen Bayern. Um 1820 wurde ein Großteil des Dorfes bei einem Brand zerstört. Am 1. Mai 1978 wurde die ehemals selbständige Gemeinde vollständig nach Reichenberg in Unterfranken eingemeindet. Die Gemeinde hatte 1961 eine Fläche von 807 Hektar und hatte keine weiteren Gemeindeteile.
Einige der seit Jahrhunderten im Dorf lebenden Familien stammen nachweislich ursprünglich aus dem heutigen Landkreis Neustadt an der Aisch-Bad Windsheim und dort vor allem aus den beiden Orten Lipprichhausen und Gülchsheim der heutigen Gemeinde Hemmersheim. Auch lässt sich ein seit dem Jahr 1634 ansässiges Uengershäuser Bauerngeschlecht mutmaßlich auf den Ort Hirschlach im Landkreis Ansbach in Mittelfranken zurückverfolgen.

## Kultur und Sehenswürdigkeiten
Den Mittelpunkt des Dorfes bildet die evangelisch-lutherische Pfarrkirche. Sie entstand bereits im Mittelalter und war zeitweise das pfarrliche Zentrum der Umgebung. Im Jahr 1602 entstand das heutige Gotteshaus, es wurde später mehrfach verändert. Die Kirche präsentiert sich als Saalbau mit Chorturm.
In der Nähe der Kirche hat sich eines der größeren Kriegerdenkmäler der Umgebung erhalten, welches im Oktober 1910 als Erinnerung an die deutschen Einheitskriege feierlich eingeweiht wurde. Es ehrt die Gefallenen der Kriege von 1849, 1866 und 1870/71 sowie der beiden Weltkriege. In entgegengesetzter Richtung befindet sich ein Fachwerkbau aus dem Jahr 1816, der bis 1837 das wolffskeelische Forstamt beherbergte.
Noch ein Stück weiter auf dem Weg nach Geroldshausen erinnert eine Tafel des damaligen Bürgermeisters Andreas Hofmann an die Besetzung des Dorfes durch eine Soldateneinheit aus der damaligen russischen Provinz Finnland im Zuge der Befreiungskriege in Mitteleuropa, die an derselben Stelle 1814 eine Sauna errichtet hatte. Mit Bezugnahme auf die Geschehnisse dieser Zeit entwickelte sich im Volksmund schließlich die noch heute gebräuchliche Bezeichnung die Russen für die Bewohner Uengershausens.
Überregionale Bekanntheit erreichte das Dorf durch die jahrelangen Erfolge der Damenfußballabteilung des TSV Uengershausen, aus der unter anderem die deutsche Nationalspielerin Ursula Holl hervorging. 2008 schlossen sich die Frauenfußballmannschaften dem ETSV Würzburg an.